# Фараджян, Акоп Нерсесович
Акоп Нерсесович Фараджян (арм. Հակոբ Ֆարաջյան; 2 ноября 1930, Тифлис — 1 октября 1996, Ереван) — советский тяжелоатлет, тренер, чемпион СССР (1959), серебряный призёр чемпионата Европы и мира (1959). Мастер спорта СССР (1956). Заслуженный тренер СССР (1976). Награждён медалью «За трудовую доблесть» (1976).

## Биография
Родился 2 ноября 1930 года в Тифлисе.
Начал заниматься тяжёлой атлетикой в возрасте 16 лет у Павла Гумашяна. В 1955 году стал чемпионом Грузинской ССР в лёгком весе. 
С 1956 года тренировался в Москве под руководством Евгения Лопатина. В 1958 году установил первый рекорд СССР в толчке. В 1959 году выиграл чемпионат СССР, проходивший в рамках II летней Спартакиады народов СССР. После этого успеха был включён в состав сборной СССР на чемпионате мира и Европы в Варшаве, где занял второе место, проиграв лишь другому советскому атлету Виктору Бушуеву. Установил 4 рекорда СССР (все в толчке).
В 1963 году перешёл на тренерскую работу в спортивном обществе «Динамо». Среди подготовленных им там атлетов был чемпион Европы и рекордсмен мира Валерий Якубовский. 
В 1971 году переехал в Ереван, где продолжил заниматься тренерской деятельностью в спортивных обществах «Ашхатанк» (1971—1979) и «Зенит» (1979—1988).
В 1988—1991 годах был старшим тренером сборной Армянской ССР. С 1991 года работал заместителем директора ереванской СДЮШОР по тяжёлой атлетике. Его наиболее известным учеником, подготовленным им после переезда в Армению, был двукратный чемпион Европы, призёр чемпионата мира и Олимпийских игр Вардан Милитосян.
Умер 1 октября 1996 года. Похоронен на Шаумянском кладбище в Ереване.